# Larbi Benboudaoud
Larbi Benboudaoud (al-Arab bin abú-Dávúd) (* 5. březen 1974 Dugny, Francie) je bývalý francouzský zápasník–judista alžírského původu, stříbrný olympijský medailista z roku 2000.

## Sportovní kariéra
S judem začal v 10 letech na předměstí Paříže v Dugny pod vedením Jean-Pierre Kammerer. Vrcholově se připravoval v pařížském klubu AC Boulogne-Billancourt (ACBB) pod vedením René Rambiera. Ve francouzské seniorské reprezentaci se pohyboval od roku 1995 v pololehké váze do 65 (66) kg. V roce 1996 vybojoval nominaci na olympijské hry v Atlantě, kde nepřešel přes úvodní kolo.
V roce 2000 startoval na olympijských hrách v Sydney jako favorit na vítězství. Po úvodní výhře nad silným Jihokorejcem Han Či-hwanem porazil v semifinále Itala Girolama Giovinazza na ippon technikou ko-uči-gari. Ve finále se utkal s Hüseyinem Özkanem z Turecka a v zápase vedl na dvě koky. Koncem třetí minuty se pokusil Özkana zvedačkou přetočit, jenže přecenil své síly a Özkan ho kontroval technikou uči-mata-makikomi na ippon. Získal stříbrnou olympijskou medaili.
V roce 2004 uspěl potřetí při francouzské olympijské nominaci na olympijské hry v Athénách na úkor Benjamina Darbeleta, ale nevyladil optimálně formu a vypadl v úvodním kole s Bektaşem Demirelem z Turecka. Vzápětí ukončil sportovní kariéru. Věnuje se trenérské práci. Specializuje se na ženské judo. Je vyhledávaným osobním trenérem francouzských judistických hvězd. K jeho nejznámějším žákyním patřila Lucie Décosseová.
Larbi Benboudaoud byl levoruký komplexně technicky vybavený judista s krásnými nožními technikami (o-soto-gari, uči-mata, ko-uči-gari), které doplňoval zápasnickým chvatem kata-guruma.

## Výsledky
| Turnaj             | 1994           | 1995           | 1996           | 1997           | 1998           | 1999           | 2000           | 2001           | 2002           | 2003           | 2004           |
| Turnaj             | 20             | 21             | 22             | 23             | 24             | 25             | 26             | 27             | 28             | 29             | 30             |
| Turnaj             | pololehká váha | pololehká váha | pololehká váha | pololehká váha | pololehká váha | pololehká váha | pololehká váha | pololehká váha | pololehká váha | pololehká váha | pololehká váha |
| ------------------ | -------------- | -------------- | -------------- | -------------- | -------------- | -------------- | -------------- | -------------- | -------------- | -------------- | -------------- |
| Olympijské hry     |                |                | úč.            |                |                |                | 2.             |                |                |                | úč.            |
| Mistrovství světa  |                | —              |                | 2.             |                | 1.             |                | úč.            |                | 2.             |                |
| Mistrovství Evropy | —              | —              | 3.             | 3.             | 1.             | 1.             | úč.            | 3.             | —              | —              | —              |
| MS juniorů         | 7.             |                |                |                |                |                |                |                |                |                |                |
| ME juniorů         | 3.             |                |                |                |                |                |                |                |                |                |                |

## Rady
Aplikace techniky o-soto-gari, o-soto-otoši a o-guruma a v soutěžním zápase.